# Frillensee (Grainau)
Der Frillensee ist ein kleiner Bergsee in der Gemarkung der Gemeinde Grainau bei Garmisch-Partenkirchen und liegt auf einer Höhe von 973 m ü. NHN.
Der Name leitet sich von Frille bzw. Elritze (Phoxinus phoxinus), einem kleinen Süßwasserfisch aus der Familie der Karpfenfische ab.

## Beschreibung
Der See ist 12.710 Quadratmeter groß. Die maximale Wassertiefe liegt bei fünf Metern. An seiner Westseite führt der etwa sieben Kilometer lange Rundwanderweg um den Eibsee vorbei.

## Entstehung
Der Frillensee ist mit dem Eibsee entstanden, als sich ein Teil des Zugspitzmassivs löste und einen Krater verursachte, der sich dann mit Grundwasser füllte. Ein weiterer Bergsturz trennte den Frillensee vom Eibsee. Beide Seen sind aber nach wie vor unterirdisch verbunden und der Wasserspiegel hat stets die gleiche Höhe. Die Morphologie des Sees und seiner Umgebung wird durch Bergsturzblöcke dominiert. Nur am Südostufer ist eine kleine Schotterbank zu sehen, die von einem nicht mehr existenten Bach angeschwemmt wurde.